# Benjamin Guggenheim
Benjamin Guggenheim, né le 26 octobre 1865 à Philadelphie (États-Unis) et mort le 15 avril 1912 dans l'océan Atlantique, est un homme d'affaires américain.
Magnat du cuivre, il passe beaucoup de temps à l'étranger. En avril 1912, il embarque sur le paquebot Titanic à Cherbourg avec sa maîtresse, la chanteuse de cabaret Léontine Aubart. Lorsque le navire heurte un iceberg et fait naufrage, Guggenheim s'assure que sa compagne est en sécurité dans un canot de sauvetage, puis choisit de mourir en gentleman avec son valet, Victor Giglio. Ce geste héroïque lui vaut une apparition dans plusieurs films consacrés au naufrage.
En 2020, lors du reportage Mission Titanic de National Geographic, son arrière-arrière petit-fils, Sinbad Rumwey-Guggenheim, se rend sur les lieux du naufrage pour lui rendre un dernier hommage.

## Biographie

### Jeunesse et carrière

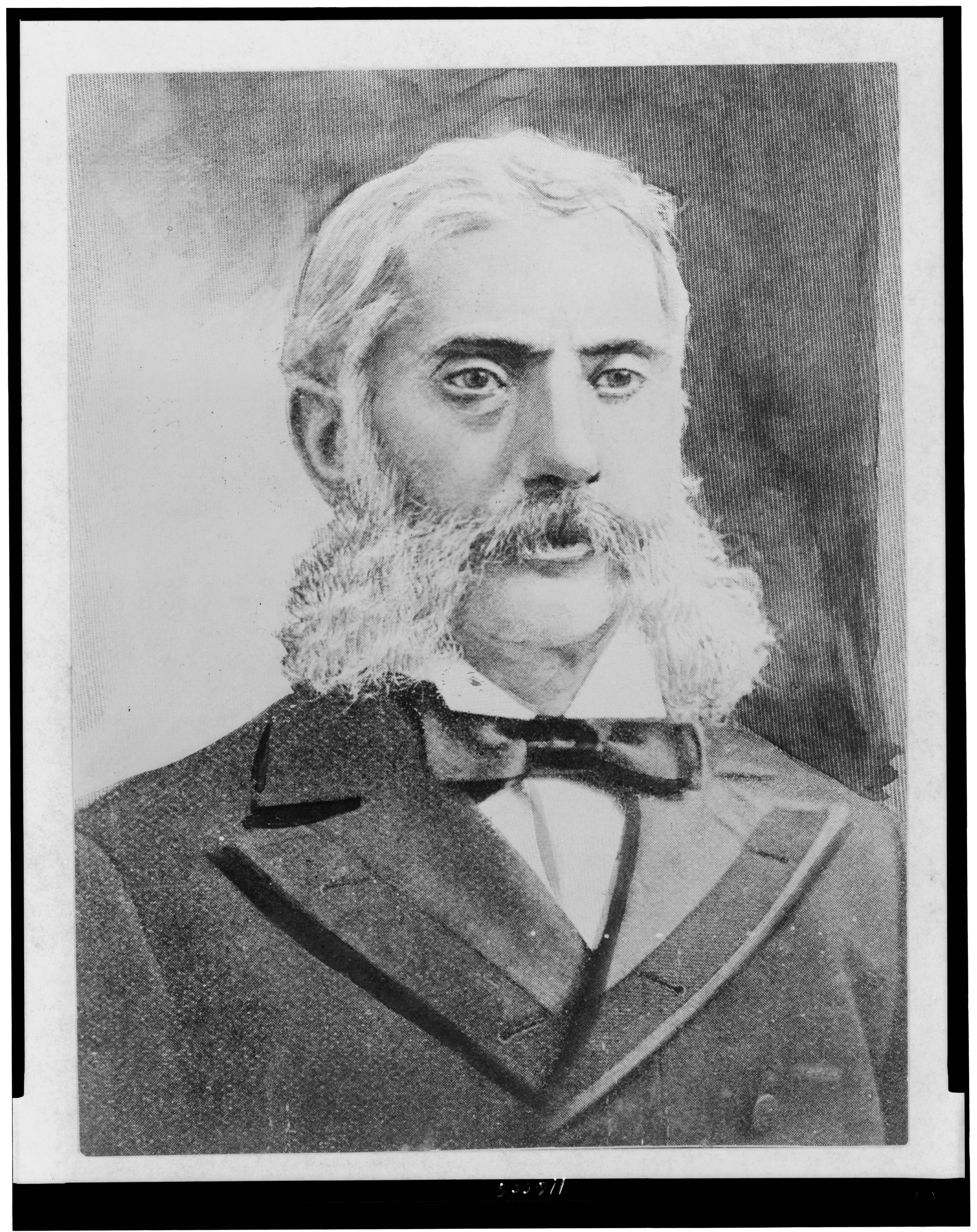
Meyer Guggenheim, père de Benjamin, est un célèbre industriel de son époque.

Benjamin Guggenheim est né à Philadelphie, le 26 octobre 1865. Il est le cinquième des huit fils de Meyer Guggenheim (1828-1905), un Juif suisse, riche magnat de l'industrie minière et sa mère juive allemande, Barbara Meyers (1834-1900),. Il grandit dans une atmosphère fortement liée à cette industrie.
Il entre dans un institut d'enseignement supérieur au Columbia College en 1882, s'inscrivant avec la promotion de 1887. Cependant, trouvant la plupart de ses cours ennuyeux, il abandonne ces études après sa deuxième année,. Il fréquente également la Peirce School of Business, alors l'une des écoles de commerce les plus importantes du pays.
En 1894, il épouse Floretta Seligman (1870-1937), fille d'un célèbre banquier new-yorkais avec laquelle il a trois filles : Benita Rosalind (1895-1927), Marguerite « Peggy » (1898-1979), et Barbara Hazel (1903-1995). Sa vie privée apparaît également dans la presse en 1908 : les journaux annoncent en effet son changement de religion, ce qu'il nie aux journalistes du New York Times après un retour d'Europe à bord du Mauretania.
À vingt ans, son père commence à l'intégrer à son entreprise. Guggenheim se retrouve ainsi à la tête de plusieurs industries et gère de fortes sommes d'argent. À partir de 1909, il devient président de l'International Steam Pump Company.
Guggenheim a des problèmes de couple et reçoit la réputation de « coureur de jupons ». Il s'est éloigné de sa femme et est souvent loin de leur maison à New York. Il possède notamment un appartement à Paris où il passe une partie du début de l'année 1912. C'est à cette occasion qu'il fait la connaissance de la chanteuse de cabaret Léontine « Ninette » Aubart (1887-1964). Devant rentrer aux États-Unis, Guggenheim lui propose de voyager avec lui à bord du paquebot transatlantique britannique Titanic dont le voyage inaugural doit débuter le 10 avril suivant.

### LeTitanic

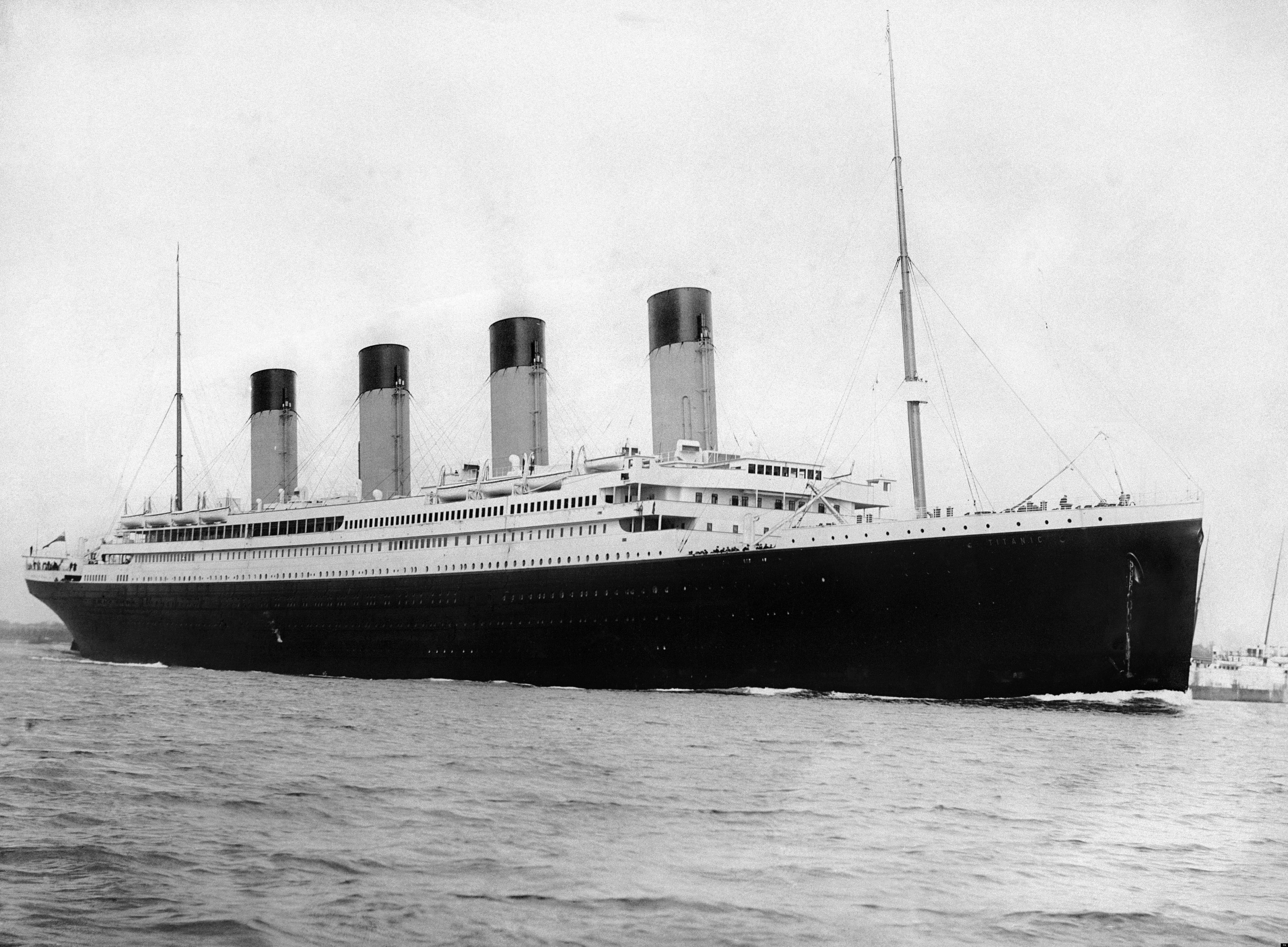
Guggenheim est mort dans le naufrage du Titanic avec son valet et son chauffeur.

Guggenheim et sa maîtresse embarquent à bord du Titanic dans le port de Cherbourg, le 10 avril 1912 dans la soirée, en utilisant le transbordeur Nomadic. Sa fortune, alors évaluée à plus de deux millions de livres d'époque (soit près de trois cents millions de livres de 2023), fait de lui l'un des passagers les plus riches du paquebot. Son billet est le numéro 17593.

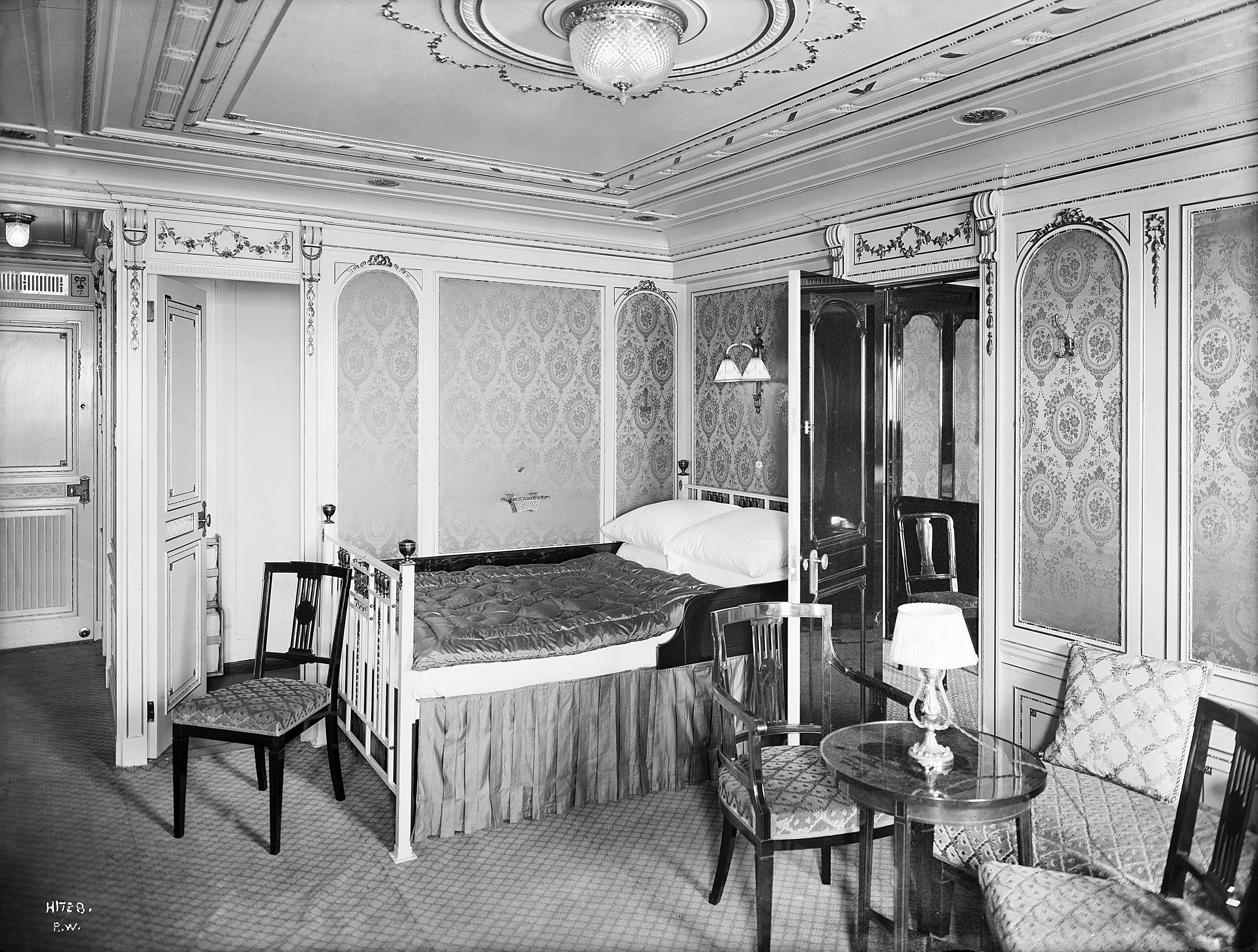
Une cabine de première classe de style Louis XVI du Titanic.

Outre sa maîtresse, il est accompagné de son valet, Victor Giglio (1888-1912), de son chauffeur René Pernot (1872-1912) et de la femme de chambre de Ninette Aubart, Emma Sägesser (1887-1964). À l'exception de Pernot qui voyage en deuxième, tous voyagent en première classe. Guggenheim et Giglio occupent la cabine B84 tandis qu'Aubart et Sägesser occupent la cabine B35.
Le 14 avril à 23 h 40, le paquebot heurte un iceberg et commence à sombrer. Les femmes sont de fait entraînées vers les canots de sauvetage. Ninette Aubart et Emma Sägesser ressentent la secousse et retournent se coucher. Elles décident finalement de réveiller le valet Giglio, qui ne croit pas au danger : « Rien à faire, des icebergs. Qu'est-ce que c'est, un iceberg ! ». Toutes deux réussissent à persuader le valet et son maître de monter sur le pont. Le steward Henry Samuel Etches parvient à passer un gilet de sauvetage à Guggenheim qui proteste, déclarant que « cela va faire mal », et le convainc de porter des vêtements chauds.
Léontine Aubart et sa femme de chambre embarquent finalement dans le canot no 9, affrété vers une heure et demie. Ceci fait, Guggenheim demande au steward Etches de transmettre un message à son épouse, restée en Amérique, déclarant : « Si quoi que ce soit devait m'arriver, dites à ma femme à New York que j'ai fait de mon mieux pour remplir mon devoir. » Etches rajoute dans son témoignage que la dernière fois qu'il a vu le milliardaire, celui-ci courait d'un canot à l'autre, aidant femmes et enfants à embarquer en sécurité, et que lui et son valet étaient d'une grande aide aux officiers.
Par la suite, Giglio retourne dans sa cabine revêtir ses plus beaux vêtements et le milliardaire fait de même en tenue de soirée ; les deux se délestent donc de leurs vêtements chauds et gilets de sauvetage. Une survivante française du Titanic, Rose Amelie Icard, écrit plus tard : « Le millionnaire Benjamin Guggenheim, après avoir aidé au sauvetage de femmes et d'enfants, s'est habillé et a mis une rose à sa boutonnière, pour mourir ». Des témoins ont rapporté l'avoir entendu déclarer : « Nous nous sommes habillés de notre mieux et nous sommes prêts à mourir comme des gentlemen. » Pernot, Giglio et Guggenheim sont effectivement tous trois morts dans le naufrage. Les efforts pour trouver le corps de Benjamin Guggenheim, ainsi que les corps des autres victimes de son entourage, sont vainement déployés par les six frères Guggenheim : leurs corps n'ont pas été retrouvés, ou du moins identifiés.

## Au cinéma
- Dans le film de James Cameron, les auteurs font tenir à Guggenheim à peu près les mêmes propos (en revanche, il est représenté assez âgé, alors qu'il n'avait que 46 ans).

Alors que le paquebot est sur le point de couler, il fait le commentaire suivant : « Nous nous sommes habillés de notre mieux, et nous sommes prêts à couler comme des gentilshommes ». Et, plus tard, s'adressant à un steward : « Dites à mon épouse que j'ai fait de mon mieux pour faire mon devoir ».
Habillés en tenue de soirée, à environ deux heures du matin du 15 avril 1912, Guggenheim et son valet de chambre s'installent dans des fauteuils sur le pont, et se mettent à siroter du cognac et à fumer des cigares alors que le Titanic sombre.
Une scène du film, coupée au montage, montre John Jacob Astor IV venant vers lui et lui serrant la main, les deux agissant comme s'ils n'avaient plus aucun espoir de survie.
- Dans le film Titanic (mini-série, 2012), Guggenheim est interprété par David Eisner. Il tient les mêmes propos que dans le film de James Cameron.

- Dans Atlantique, latitude 41° il est interprété par Harold Goldbatt.
- Dans S.O.S. Titanic, il est interprété par John Hoffatt.
- Dans Titanic (film, 1953), il est interprété par Camillo Guercio